# УДАР Віталія Кличка
УДАР (Український Демократичний Альянс за Реформи) Віталія Кличка — всеукраїнська політична партія, лідер партії — Кличко Віталій Володимирович. У 2012 році партія вперше взяла участь у виборах до Верховної Ради України. Ідеологічно найближчим загальноєвропейським об'єднанням до «УДАРу» є об'єднання європейських правоцентристських партій «Європейська народна партія», в якому «УДАР» має статус спостерігача.

## Ідеологія
Основні ідеологічні засади партії:
Партія «УДАР» виступає за соціальну справедливість та створення європейських умов для всіх українців. В свою чергу Партія втілює реформи державного управління та політичні реформи, спрямовані на поділ бізнесу та влади. Також до основних засад входять розвиток України як демократичної держави, становлення соціально-ринкової економіки, забезпечення верховенства права та пріоритет громадянських прав та свобод. Виборча програма та погляди Партії акцентуються на тому, що кожен українець має право на краще життя, без бідності, корумпованих схем та махінацій. Також «УДАР» виступає за зміну Конституції та виборчого законодавства, розширенню контролю над політиками, державними інституціями та владою громадян. «УДАР» працює над впровадженням умов для створення середнього та малого бізнесу, залученням іноземних інвестицій, а також над модернізацією та оновленням інфраструктури в країні.

## Рейтинг
Згідно зі соціологічним опитуванням Київським міжнародним інститутом соціології, станом на січень 2021 року на виборах до Верховної ради за Партію «УДАР» готові проголосувати 1,7 % респондентів, а за Кличка у випадку виборів президента — 1,8 %.
Рівень довіри до Кличка у лютому 2021 в рейтингу зріс до 37,5 %, де обійшов Зеленського та інших українських політиків.

## Виборча програма

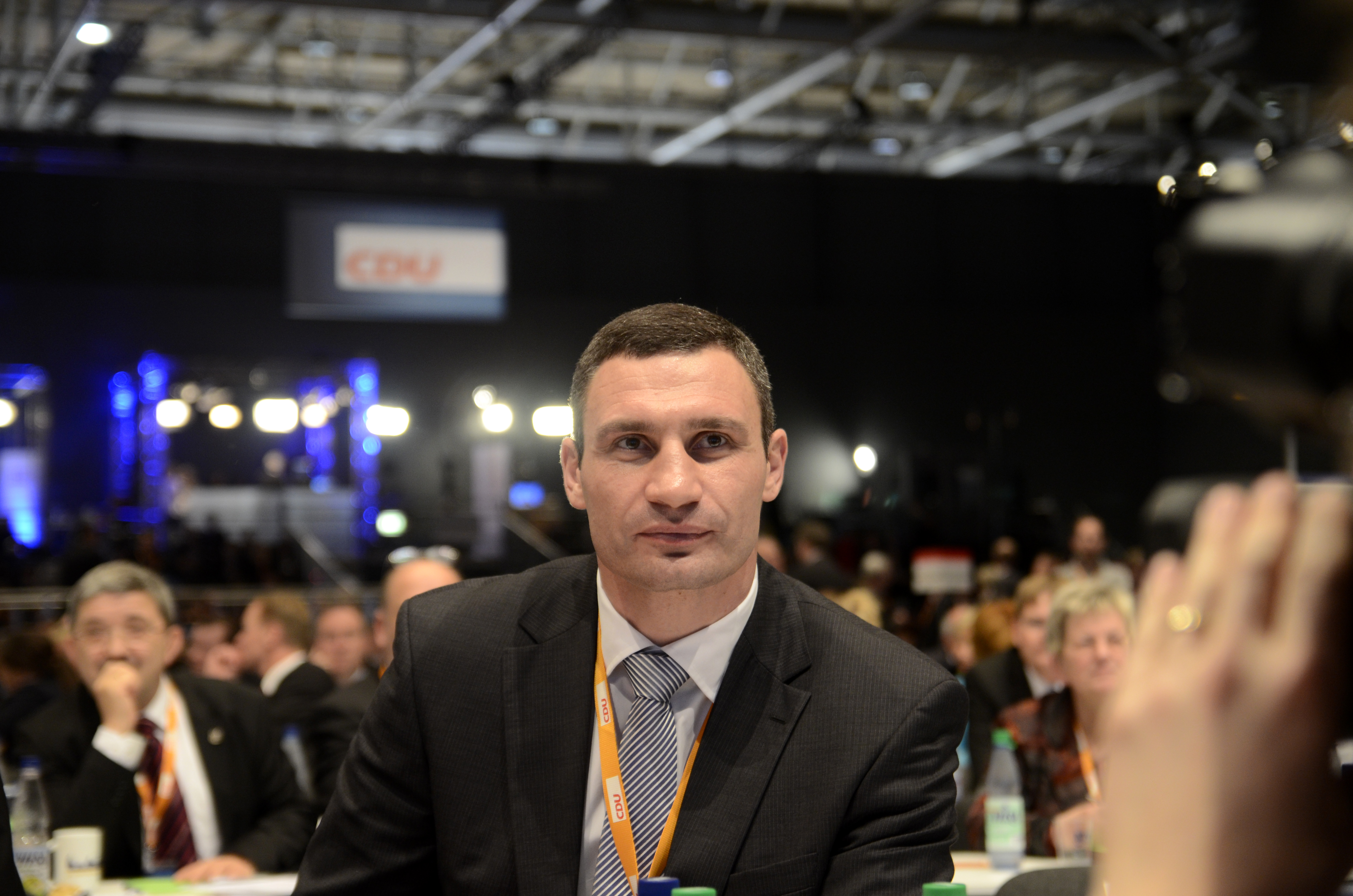
Віталій Кличко на з'їзді партії CDU

«Від успіху людини — до успіху країни» — гасло «УДАРу». Головними з пунктів виборчої програми є:
1. Знищення корупції:
- запровадження прозорості і єдиних правил для всіх:
- забов'язати чиновників збирати усі необхідні довідки, а не громадян;
- звільнити економіку від податкових та адміністративних пут;
- очищення влади від корупціонерів;

2. Встановити контроль громадян над державою:
- впровадження механізму прямої народної дії;
- «перезавантаження» судової системи;
- посилення ролі громадян на виборах (впровадження проведення виборів голів у два тури, що стало новим форматом на виборах у 2020 році) ;

3. Побудувати країну рівних можливостей:
- змусити бюджет працювати в інтересах усіх громадян;
- забезпечити рівні стартові можливості для всіх;
- інвестувати у молодь;
- підтримати критичні сфери безпеки країни;

4. Надавати владу місцевим громадам;
- забезпечити коштами місцеві громади;
- наблизити владу до людей;
- стимулювати створення робочих місць в регіонах;

5. Досягти європейських стандартів життя:
- відмовитись від політики дешевої робочої сили;
- перейти до прозорої і ефективної соціальної політики;
- сприяти оздоровленню нації;
- забезпечити якісну освіту;
- підтримати український культурний продукт.

## Участь у місцевих виборах в Києві 2020 року
На передодні місцевих виборів 2020 року, на заяву голови київського осередку  Володимира Прокопіва, який заявив що партія підтримає Віталія Кличка на виборах мера, Кличко дав відповідь, що йтиме на вибори самостійно з власною партією «УДАР».
На зборах київської Партійної організації «УДАР» 18 вересня 2020 року кандидатом у мери висунули чинного міського голову Віталія Кличка. Також на конференції оголосили список із 120 кандидатів на депутатські місця в Київраді наступного 9-го скликання — загальний список і в списках за округами.
Перша 10-ка у списку виглядала так:
1. Кличко Віталій Володимирович
2. Шовковський Олександр Володимирович
3. Лимар Юлія Володимирівна[8]
4. Кириченко Катерина Володимирівна[9]
5. Андронов Владислав Євгенович[10]
6. Романюк Роман Сергійович
7. Білоцерковець Дмитро Олександрович
8. Бондаренко Володимир Володимирович
9. Петрівська Леся Станіславівна[11]
10. Хан Юлія Миколаївна

За результатами до Київради увійшли 30 депутатів Партії мера Віталія Кличка. Сам Кличко отримав 365 161 голос, що склало 50,52 %, та втретє очолив крісло київського міського голови.

## Історія
На позачергових виборах до Київської міської ради в 2008 році Блок Віталія Кличка, до якого увійшли Народний рух України, партія «Європейська столиця» та партія «Українські соціал-демократи», набрав 10,61 % або 122243 голосів виборців. Через деякий час з Блоку Віталія Кличка вийшли Лев Парцхаладзе, Д.Андрієвський, П.Деминський, А.Миргородський, І.Плачков.
24 квітня 2010 року під час позачергового VII з'їзду політичної партії «Нова країна» було прийняте рішення про зміну її назви на «УДАР (Український Демократичний Альянс за Реформи) Віталія Кличка». 7 липня 2010 року нова назва партії була зареєстрована у Міністерстві юстиції України.
Станом на грудень 2011 року у лавах партії «УДАР» понад 10 тисяч партійців у 24 регіонах країни. Усього функціонує понад 596 діючих організацій. Партія брала участь у виборах до місцевих рад у жовтні 2010 року. 399 представників партії «УДАР» працюють депутатами у місцевих радах різних рівнів у 15 регіонах України.
У липні 2012 року лідер партії Віталій Кличко брав активну участь у протестах проти Проекту Закону «Про засади державної мовної політики». Він виступив з заявою, що Президент України Віктор Янукович повинен ветувати мовний закон. «УДАР» виступає за єдину державну мову — українську.

### Парламентські вибори 2012
Х з'їзд партії «УДАР» Віталія Кличка затвердив виборчі списки кандидатів, які братимуть участь у виборах до Верховної Ради України. 90 % кандидатів вперше балотуватимуться у Верховну Раду. У першу п'ятірку увійшли:
- 1. Кличко Віталій Володимирович — український боксер, учений-педагог, філософ, політик, громадський діяч, меценат, член громадської ради журналу «ЄвроАтлантика», Герой України.
- 2. Матіос Марія Василівна — українська письменниця (поет, прозаїк, публіцист).
- 3. Наливайченко Валентин Олександрович — український політик та громадський діяч, колишній Голова Служби безпеки України (березень 2009 — березень 2010); член Ради національної безпеки і оборони України (з 3 квітня 2007); уповноважений координатор — керівник Міжвідомчої групи України у Віртуальному центрі ГУАМ; член Комісії при Президентові України з питань громадянства (з квітня 2004), державний службовець 1-го рангу (9 червня 2009).
- 4. Продан Оксана Петрівна — підприємець та громадська діячка, виконавчий директор Центру захисту підприємців, м. Чернівці, голова Всеукраїнського об'єднання підприємців малого та середнього бізнесу «Фортеця».
- 5. Ковальчук Віталій Анатолійович — Юрист. Заступник голови політичної партії «УДАР Віталія Кличка», голова Центрального виконавчого комітету партії, голова Київської міської організації партії.[16]

До передвиборчого списку партії УДАР увійшла ще низка відомих в Україні постатей, зокрема: Геращенко Ірина Володимирівна, Пинзеник Віктор Михайлович, Розенко Павло Валерійович, Новак Наталія Василівна, Гурвіц Едуард Йосипович та ін.
Також на Х з'їзді було оголошено підтримку «УДАРу» Партією ветеранів Афганістану. Представник афганців додав, що рішення підтримати партію «УДАР» було прийнято одностайно.

## Міжнародна діяльність та партнери
Партія визначає міжнародну діяльність як одну з пріоритетних. Це стосується співпраці із міжнародними інституціями, партіями, неурядовими організаціями та міжнародними фондами. У жовтні 2011 року делегація «УДАРу» у Сполучених Штатах Америки провела зустрічі із державними посадовцями, членами Конгресу, лідерами Демократичної та Республіканської партій, а також із представниками неурядових організацій та експертно-аналітичних центрів.
На офіційному сайті партії задекларовано наступних партнерів:
- Благодійна організація «Фонд братів Кличків».
- Християнсько-демократичний союз (Німеччина) та партнерські відносини з Фондом Конрада Аденауера пов'язаного з Християнсько-демократичним союзом Німеччини. Цей напрямок партія «УДАР» визначила як головним у своїй міжнародній співпраці. У жовтні 2011 року партійна делегація на чолі з Віталієм Кличком відвідала Німеччину та провела зустрічі, зокрема, із одним з провідних лідерів Християнсько-демократичного союзу Німеччини, Крістіаном Вульфом, який на той час був займав пост Президента Федеративної республіки Німеччина.
- Міжнародний республіканський інститут.
- Національний демократичний інститут з міжнародних питань.

## Електоральна підтримка
|                             |  |  |  |
| 2012 (парламентські вибори) |  |  |  |

## Критика

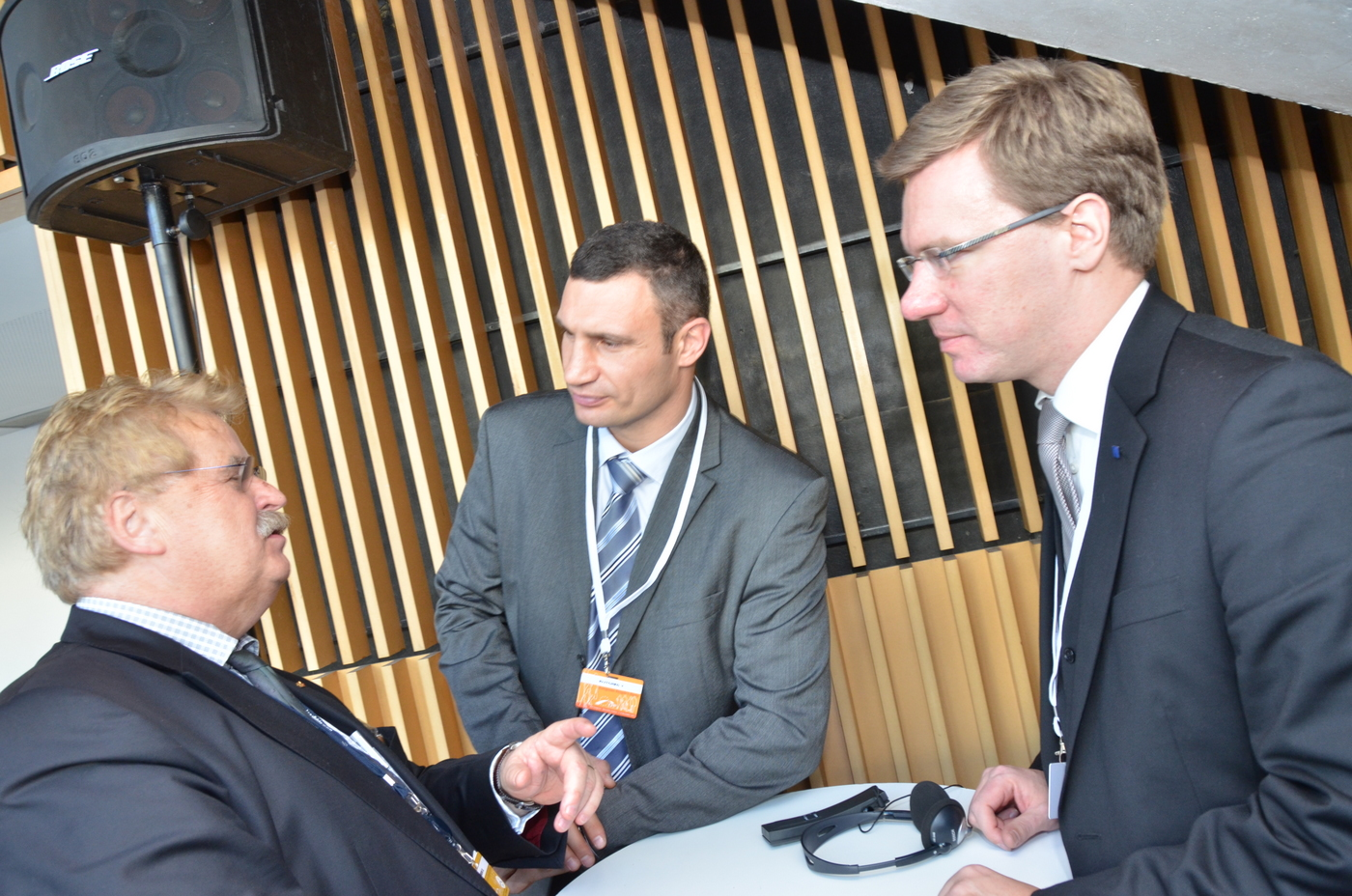
Віталій Кличко на Конгресі Європейської народної партії (право-центристської) у грудні 2011

- Соціаліст Євген Філіндаш, народний депутат України IV—V скликань, розкритикував партію «УДАР» за те, що вона «перетворюється на націоналістичну силу, проводить праву ідеологію та долучає до своїх лав найближчих соратників екс-Президента Ющенка».[19] До того ж, соціаліст не підтримує грузинські реформи, які лідер партії Віталій Кличко ставить у приклад для наслідування.[20]
- Політолог Володимир Фесенко висловив думку, що включення у партійний список кандидатів до Верховної Ради радикальних націоналістів є помилкою Віталія Кличка, бо їх риторика не знайде підтримки серед мешканців південно-східних регіонів.[21]
- Газета «Експрес» звинувачує Віталія Кличка у свідомому включенні в партійний список шахрая Ярослава Гінку[22], про дії якого газета повідомляла ще перед виборами[23] й який все ж став депутатом Верховної Ради України 7-го скликання по списку «УДАРу» за № 20[24]. А ще газета звинувачує у намірах прийняти в свою фракцію у Верховній Раді 7-го скликання Ярослава Дубневича, єдиного кандидата-самовисуванця, що здобув депутатський мандат на Львівщині[25], сумнівними методами перемігши в виборчих перегонах по округу № 120 кандидата об'єднаної опозиції Тетяну Чорновіл[26][27], та власника, на пару з братом Богданом, депутатом Львівської обласної ради, ТзОВ «Корпорація „Колійні Ремонтні Технології“»[28], яка є фігурантом корупційної «Справи на мільярд»[29][30][31][32][33][34][35][36][37]. За твердженням газети, Ярослав Дубневич заявив про намір вступити у фракцію «УДАРу», а Павло Розенко, депутат Верховної Ради України 7-го скликання по списку «УДАРу» за № 10[24], підтвердив його присутність на зборах депутатів Верховної Ради від партії «УДАР», хоча заперечив факт прийняття у фракцію, так як цього питання на зборах не розглядали[38]. 11 грудня 2012 року наявність заяви Дубневича на вступ у фракцію «УДАРу», з посиланням на «5 канал», підтвердив і сайт «Українська правда»[39].

## Кібератака проти партії «УДАР»
Внаслідок кібератаки кракерів проти партії «УДАР» наприкінці листопада 2013 року в руках зловмисників опинилися база електронної пошти партійної прес-служби, а також доступ до акаунтів у соціальних мережах Facebook і ВКонтакте лідера «УДАРу» Віталія Кличка.
Відповідальність за акцію взяло на себе угрупування Anonymous Ukraine. За інформацією партії «УДАР», дані, отримані внаслідок кібератаки (представники цієї політичної сили характеризують її як «сплановану акцію»), невідомі зловмисники використали для дезінформації про діяльність «УДАРу» під час «Євромайдану».

### Хронологія
21 листопада 2013 року Anonymous Ukraine отримали доступ до його акаунтів у соціальних мережах Facebook і ВКонтакте.
Незабаром контроль над акаунтом у Facebook було відновлено, про що Кличко відразу повідомив друзів:
|  | Друзі! Сторінка знову під моїм контролем. Попередні пости (після того, де я кличу всіх на Майдан сьогодні ввечері) написані провокаторами і негідниками. Мене це не зупинить. Був на Майдані, зараз їду на ефір до Савіка. |

22 листопада 2013 року політична партія «УДАР», яку очолює Віталій Кличко, заявила про «сплановану акцію» проти себе та свого лідера. Також вона визнала факт наявності у невідомих зловмисників бази електронної пошти партійної прес-служби:
|  | Зловмисники, користуючись списком контактів електронної пошти, з адрес, в яких присутнє слово «удар» надсилають листи нібито від прес-служби «УДАРу» про нібито провал мітингу на Майдані. |